# Kōrakuen-Halle
Die Kōrakuen-Halle (japanisch 後楽園ホール, Kōrakuen hōru) ist eine Sporthalle im Stadtbezirk Bunkyō der japanischen Hauptstadt Tokio.
Die Halle wurde am 16. April 1962 eröffnet. Sie befindet sich auf dem Gelände der Tokyo Dome City und dient als Veranstaltungsort verschiedener Kampfsportarten. Während den Olympischen Sommerspielen 1964 wurden in der Halle die Boxkämpfe ausgetragen. Die Halle verfügte zum Zeitpunkt der Spiele über eine Tribüne mit 4467 Sitzplätzen.
Als am 11. März 2011 die Halle durch das Tōhoku-Erdbeben strukturelle Schäden erlitt, wurden die folgenden Veranstaltungen abgesagt und die Halle für eine Woche geschlossen.